# Championnats du monde de patinage artistique 1932
Navigation
Mondiaux 1931 Mondiaux 1933
Les championnats du monde de patinage artistique 1932 ont lieu du 17 au 20 février 1932 à la patinoire de Victoria à Montréal au Canada.
Ce sont les premiers championnats du monde de patinage artistique à être organisés au Canada. Pour la première fois, des patineurs japonais participent aux mondiaux.
Pour la première fois aux mondiaux, plus de dix patineuses participent à la compétition individuelle féminine.

## Qualifications
Les patineurs sont éligibles à l'épreuve s'ils représentent une nation membre de l'Union internationale de patinage (International Skating Union en anglais). Les fédérations nationales sélectionnent leurs patineurs en fonction de leurs propres critères. 

## Podiums
| Épreuves                      | Or                          | Argent                         | Bronze                            |
| ----------------------------- | --------------------------- | ------------------------------ | --------------------------------- |
| Messieurs résultats détaillés | Karl Schäfer                | Montgomery Wilson              | Ernst Baier                       |
| Dames résultats détaillés     | Sonja Henie                 | Fritzi Burger                  | Constance Samuel                  |
| Couples résultats détaillés   | Andrée Joly / Pierre Brunet | Emília Rotter / László Szollás | Beatrix Loughran / Sherwin Badger |

## Tableau des médailles
| Rang  | Nation     | Or | Argent | Bronze | Total |
| ----- | ---------- | -- | ------ | ------ | ----- |
| 1     | Autriche   | 1  | 1      | 0      | 2     |
| 2     | France     | 1  | 0      | 0      | 1     |
| 2     | Norvège    | 1  | 0      | 0      | 1     |
| 4     | Canada     | 0  | 1      | 1      | 2     |
| 5     | Hongrie    | 0  | 1      | 0      | 1     |
| 6     | Allemagne  | 0  | 0      | 1      | 1     |
| 6     | États-Unis | 0  | 0      | 1      | 1     |
| Total | Total      | 3  | 3      | 3      | 9     |

## Détails des compétitions

### Messieurs
| Rang | Nom                 | Nation     | Places | Points | Fig. impo. | Prog. libre |
| ---- | ------------------- | ---------- | ------ | ------ | ---------- | ----------- |
| 1    | Karl Schäfer        | Autriche   | 7      |        |            |             |
| 2    | Montgomery Wilson   | Canada     | 14     |        |            |             |
| 3    | Ernst Baier         | Allemagne  | 25     |        |            |             |
| 4    | Marcus Nikkanen     | Finlande   | 30     |        |            |             |
| 5    | Roger Turner        | États-Unis | 30     |        |            |             |
| 6    | James Lester Madden | États-Unis | 41     |        |            |             |
| 7    | Kazuyoshi Oimatsu   | Japon      | 53     |        |            |             |
| 8    | Ryoichi Obitani     | Japon      | 55     |        |            |             |
| 9    | Robin Lee           | États-Unis | 60     |        |            |             |

### Dames
| Rang | Nom                    | Nation      | Places | Points | Fig. impo. | Prog. libre |
| ---- | ---------------------- | ----------- | ------ | ------ | ---------- | ----------- |
| 1    | Sonja Henie            | Norvège     | 7      |        |            |             |
| 2    | Fritzi Burger          | Autriche    | 22     |        |            |             |
| 3    | Constance Samuel       | Canada      | 24     |        |            |             |
| 4    | Maribel Vinson         | États-Unis  | 26     |        |            |             |
| 5    | Vivi-Anne Hultén       | Suède       | 27     |        |            |             |
| 6    | Yvonne de Ligne-Geurts | Belgique    | 45     |        |            |             |
| 7    | Megan Taylor           | Royaume-Uni | 51     |        |            |             |
| 8    | Cecilia Colledge       | Royaume-Uni | 60     |        |            |             |
| 9    | Mollie Phillips        | Royaume-Uni | 67     |        |            |             |
| 10   | Joan Dix               | Royaume-Uni | 72     |        |            |             |
| 11   | Suzanne Davis          | États-Unis  | 71     |        |            |             |
| 12   | Margaret Bennett       | États-Unis  | 82     |        |            |             |
| 13   | Elizabeth Fisher       | Canada      | 83     |        |            |             |
| 14   | Mary Littlejohn        | Canada      | 98     |        |            |             |

### Couples
| Rang | Nom                                      | Nation     | Places | Points |
| ---- | ---------------------------------------- | ---------- | ------ | ------ |
| 1    | Andrée Brunet / Pierre Brunet            | France     | 9      |        |
| 2    | Emília Rotter / László Szollás           | Hongrie    | 16     |        |
| 3    | Beatrix Loughran / Sherwin Badger        | États-Unis | 22.5   |        |
| 4    | Olga Orgonista / Sándor Szalay           | Hongrie    | 24     |        |
| 5    | Frances Claudet / Chauncey Bangs         | Canada     | 36.5   |        |
| 6    | Constance Samuel / Montgomery Wilson     | Canada     | 40     |        |
| 7    | Maude Smith / Jack Eastwood              | Canada     | 49     |        |
| 8    | Theresa Weld-Blanchard / Nathaniel Niles | États-Unis | 58.5   |        |
| 9    | Isobel Rogers / Melville Rogers          | Canada     | 59.5   |        |